# Lista de prêmios e indicações recebidos por Lali Espósito
Anexo abaixo sobre a Lista de prêmios e indicações recebidos por Lali Espósito, atriz, cantora, compositora, modelo, empresária argentina.

## Performances
| Ano  | Premiação                     | Música                                                          | Álbum    |
| ---- | ----------------------------- | --------------------------------------------------------------- | -------- |
| 2013 | Kids Choice Awards Argentina  | "A Bailar"                                                      | A Bailar |
| 2014 | Kids Choice Awards Argentina  | Covers: "Diamonds", "Fancy" e "Happy"                           | -        |
| 2015 | Prêmios Gardel                | "Mil años luz"                                                  | A Bailar |
| 2015 | Kid's Choice Awards Argentina | "Histeria"                                                      | A Bailar |
| 2017 | MTV Millennial Awards         | "Soy" e "Boomerang"                                             | Soy      |
| 2017 | Prêmios Gardel                | "Ego", "Boomerang" e "Soy"                                      | Soy      |
| 2017 | Kid's Choice Awards Argentina | "Una Na" e "Mueve" (com Abraham Mateo)                          | -        |
| 2018 | Martin Fierro                 | "100 grados", "Tu Novia" e "Una na"                             | BRAVA    |
| 2019 | Premios Lo Nuestro            | "Lindo Pero Bruto" e "No Me Acuerdo" com Thalia e Natti Natasha |          |
| 2019 | Prêmios Platino               | "100 Grados", "Sin Querer Queriendo" e "Caliente"               | BRAVA    |
| 2019 | Prêmios Gardel                | Cover: "Fuiste" homenagem a cantora argentina Gilda             |          |
| 2019 | Premios Juventud              | "Calma- Remix" com Pedro Capó e Farruko                         |          |

## MTV Awards

### MTV Europe Music Awards
| Ano  | Categoria             | Projeto   | Resultado |
| ---- | --------------------- | --------- | --------- |
| 2016 | Melhor Artista Latino | Ela mesma | Venceu    |
| 2017 | Melhor Artista Latino | Ela mesma | Venceu    |
| 2017 | Melhor Artista Global | Ela mesma | Venceu    |
| 2018 | Melhor Artista Latino | Ela mesma | Venceu    |
| 2019 | Melhor Artista Latino | Ela mesma | Indicado  |

### MTV Millennial Awards
MTV Millennial Awards é uma premiação de música, cinema, televisão e internet realizada pelo canal MTV da América Latina. Teve como primeira edição em 2013 entre no México em todos os anos. Desde 2016, Lali Espósito é a artista, no geral, que mais ganhou prêmios, no total de 7.
| Ano  | Categoria                       | Projeto | Resultado |
| ---- | ------------------------------- | ------- | --------- |
| 2014 | Francotuiteadora Argentina      | —       | Venceu    |
| 2015 | Instagramer argentino do ano    | —       | Venceu    |
| 2015 | Celebridade do Dubsmash         | —       | Venceu    |
| 2016 | Artista argentino do ano        | —       | Venceu    |
| 2016 | Instacrush                      | —       | Indicado  |
| 2016 | Melhor performance em App       | —       | Indicado  |
| 2016 | Explosão pop                    | —       | Indicado  |
| 2017 | Vídeo do ano                    | Ego     | Venceu    |
| 2017 | Instagramer argentino do ano    | —       | Indicado  |
| 2017 | Explosão pop                    | —       | Indicado  |
| 2017 | Melhor artista argentino do ano | —       | Venceu    |
| 2018 | Artista + Flama Argentina       |         | Indicado  |
| 2018 | Instagramer argentino do ano    |         | Indicado  |
| 2019 | Artista + Flama Argentina       |         | Venceu    |
| 2019 | Instagramer argentino do ano    |         | Indicado  |

## Premios Lo Nuestro
Premio Lo Nuestro é uma premiação anual dos Estados Unidos, apresentado pelo canal Univision, com o intuito de honrar os artistas mais talentos da música latina. Desde a sua primeira cerimônia, em 1989, os criadores escolhem a opinião do próprio público para formar os vencedores.
| Ano  | Categoria    | Projeto         | Resultado |
| ---- | ------------ | --------------- | --------- |
| 2019 | Remix do Ano | "Mi Mala Remix" | Indicado  |
|      |              |                 |           |

## Prêmios Latin Billboard Awards
O Billboard Latin Music Awards surgiu do programa Billboard Music Awards da revista Billboard , uma publicação do setor que registra o sucesso de vendas e rádio de gravações musicais.  As cerimônias de premiação acontecem durante a mesma semana da Billboard Latin Music Conference. A primeira cerimônia de premiação começou em 1994. Além dos prêmios concedidos com base no sucesso nas paradas da Billboard, a cerimônia inclui o prêmio Spirit of Hope por conquistas humanitárias e o prêmio Lifetime Achievement, além de prêmios do parceiro de radiodifusão. O Billboard Latin Music inclui participantes dos Estados Unidos, América Latina e Espanha, embora outros países sejam elegíveis se um artista tocar música latina. A cerimônia acontece anualmente em Las Vegas e é um dos prêmios mais importantes da música latina. 
| Ano  | Categoria                        | Projeto   | Resultado |
| ---- | -------------------------------- | --------- | --------- |
| 2019 | Artista do Ano nas Redes Sociais | Ela Mesma | Indicado  |
| 2020 | Artista do Ano nas Redes Sociais | Ela Mesma | Pendente  |
|      |                                  |           |           |

## Premios Juventud
Os Premios Juventud ou PJ (Prêmios Juventude) são um dos prêmios mais importantes da música latina nos Estados Unidos,  atribuídos pelo canal de televisão estadunidense Univisión a celebridades falantes de castelhano na área do cinema, música, esporte, moda e cultura pop. Em 2019, será realizada a 16º edição dos prêmios em que terá Lali como apresentadora ao lado da banda CNCO. 
| Ano  | Categoria              | Projeto                       | Resultado |
| ---- | ---------------------- | ----------------------------- | --------- |
| 2019 | Best New Artist        | Ela Mesma                     | Indicado  |
| 2019 | Best Choreography      | "Caliente" ft. Pabllo Vittar  | Indicado  |
| 2019 | Best Behind the Scenes | "Lindo Pero Bruto" ft. Thalia | Indicado  |

## Gardel Awards
Os Prêmios Gardel a la música é a maior premiação da música na Argentina, sendo considerado o Grammy argentino de extrema importância teve como primeira cerimônia em 1999 organizado pela Cámara Argentina de Productores de Fonogramas, Videogramas y sus Reproducciones, ou só CAPIF.
| Ano  | Categoria                     | Projeto                                  | Resultado |
| ---- | ----------------------------- | ---------------------------------------- | --------- |
| 2015 | Melhor novo álbum pop         | A Bailar                                 | Venceu    |
| 2015 | Melhor álbum pop feminino     | A Bailar                                 | Venceu    |
| 2016 | Melhor álbum de trilha-sonora | Esperanza mía (Banda original de sonido) | Indicado  |
| 2017 | Melhor álbum pop feminino     | Soy                                      | Indicado  |
| 2017 | Canção do ano                 | "Soy"                                    | Indicado  |
| 2019 | Melhor álbum pop feminino     | "BRAVA"                                  | Venceu    |
| 2019 | Canção do Ano                 | "Sin Querer Queriendo"                   | Venceu    |
| 2019 | Desenho de Capa do Ano        | "BRAVA"                                  | Venceu    |

## Prêmio Martin Fierro
O Prêmio Martín Fierro é uma premiação anual, considerada o Oscar da televisão argentina, promovida pela Asociación de Periodistas de la Televisión y la Radiofonía Argentinas (APTRA) que condecora personalidades do rádio e televisão desde 1959 na Argentina.
| Ano  | Categoria                 | Projeto       | Resultado |
| ---- | ------------------------- | ------------- | --------- |
| 2016 | Melhor atriz protagonista | Esperanza mía | Indicado  |

## Heat Latin Music Awards
O Prêmios Heat Latin Music Awards é realizado anualmente sob organização do canal latino-americano HTV. A cerimônia de entrega é realizado todos os anos na capital da República Dominicana.
| Ano  | Categoria                    | Projeto   | Resultado |
| ---- | ---------------------------- | --------- | --------- |
| 2017 | Melhor artista feminina      | Ela mesma | Indicado  |
| 2017 | Melhor artista pop           | Ela mesma | Indicado  |
| 2017 | Melhor artista da região Sul | Ela mesma | Venceu    |
| 2018 | Melhor artista da região Sul | Ela mesma | Indicado  |

## Prêmios Cóndor de Plata
Os Prêmios Cóndor de Plata é uma importante premiação cinematográfica anual argentina organizada pela Associación de Cronistas Cinematográficos de la Argentina (ACCA). A primeira entrega foi realizada em 1943 na Argentina.
| Ano  | Categoria                | Projeto    | Resultado |
| ---- | ------------------------ | ---------- | --------- |
| 2017 | Atriz revelação feminina | Permitidos | Indicado  |

## Seoul International Drama Awards
| Ano  | Categoria             | Projeto       | Resultado |
| ---- | --------------------- | ------------- | --------- |
| 2016 | Melhor atriz de drama | Esperanza mía | Indicado  |

## Nickelodeon Kids Choice Awards
Os Kids Choice Awards é uma premiação de cinema, música e televisão criado em 1988 pelo canal de tv a cabo Nickelodeon nos Estados Unidos.
| Ano  | Categoria               | Projeto   | Resultado |
| ---- | ----------------------- | --------- | --------- |
| 2014 | Artista Latina Favorita | Ela mesma | Venceu    |
| 2015 | Artista Latina Favorita | Ela mesma | Indicado  |
| 2016 | Artista Latina Favorita | Ela mesma | Indicado  |
| 2017 | Artista Latina Favorita | Ela mesma | Indicado  |

### Kids Choice Awards Argentina
A premiação Kids Choice Awards Argentina é uma versão internacional da premiação (Nickelodeon Kids Choice Awards) estadunidense, em que teve a primeira cerimônia em Buenos Aires no dia 26 de outubro de 2011. Lali é a artista argentina com mais indicações e prêmios ganhos nesta premiação.
| Ano  | Categoria                  | Projeto       | Resultado |
| ---- | -------------------------- | ------------- | --------- |
| 2013 | Atriz Favorita             | Solamente vos | Venceu    |
| 2013 | Twitteira Favorita         | Ela mesma     | Venceu    |
| 2014 | Artista argentino favorito | Ela mesma     | Venceu    |
| 2014 | Música Do Ano              | A Bailar      | Venceu    |
| 2014 | Celebridade No Twitter     | Ela mesma     | Indicado  |
| 2015 | Atriz do ano               | Esperanza mía | Venceu    |
| 2015 | Artista argentina favorita | Ela mesma     | Venceu    |
| 2015 | Música do ano              | Mil años luz  | Venceu    |
| 2016 | Artista argentina favorita | Ela mesma     | Venceu    |
| 2016 | Garota trendy              | Ela mesma     | Indicado  |
| 2016 | Música latina favorita     | Soy           | Venceu    |
| 2017 | Artista argentina favorita | Ela mesma     | Venceu    |
| 2017 | Música latina favorita     | Una Na        | Venceu    |
| 2017 | Melhor fandom              | "Lalitas"     | Indicado  |
| 2018 | Artista argentina favorita | Ela mesma     | Venceu    |
| 2018 | Hit Favorito               | 100 Grados    | Venceu    |
| 2018 | Melhor Fandom              | "Lalitas"     | Indicado  |

## Prêmios Quiero
Prêmios Quiero é uma premiação de vídeos musicais realizada na Argentina em que inclui cantores e artistas de toda a América Latina e Espanha. Teve como primeira cerimônia em 2009 em Buenos Aires
| Ano  | Categoria                      | Projeto                   | Resultado |
| ---- | ------------------------------ | ------------------------- | --------- |
| 2014 | Melhor vídeo feminino          | A Bailar                  | Venceu    |
| 2014 | Melhor vídeo pop               | A Bailar                  | Indicado  |
| 2014 | Melhor coreografia             | Asesina                   | Venceu    |
| 2015 | Melhor vídeo feminino          | Del otro lado             | Venceu    |
| 2015 | Melhor vídeo pop               | Histeria                  | Indicado  |
| 2015 | Melhor coreografia             | Mil años luz              | Indicado  |
| 2016 | Vídeo do ano                   | Soy                       | Indicado  |
| 2016 | Melhor vídeo artista feminina  | Soy                       | Venceu    |
| 2016 | Melhor música instagramer      | Soy                       | Indicado  |
| 2016 | Melhor coreografia             | Boomerang                 | Venceu    |
| 2016 | Melhor colaboração             | Mueve (com Abraham Mateo) | Indicado  |
| 2017 | Melhor vídeo artista feminina  | Ego                       | Indicado  |
| 2017 | Melhor vídeo melódico          | Ego                       | Indicado  |
| 2017 | Vídeo do ano                   | Ego                       | Indicado  |
| 2017 | Melhor músico instagramer      | Ela mesma                 | Indicado  |
| 2018 | Melhor músico instagramer      | Ela mesma                 | Indicado  |
| 2018 | Melhor vídeo artista feminino  | Una na                    | Indicado  |
| 2018 | Melhor vídeo pop               | 100 grados                | Indicado  |
| 2018 | Vídeo do ano                   | 100 grados                | Indicado  |
| 2018 | Melhor encontro extraordinário | Mi Mala Remix             | Venceu    |

## Ciudad Awards: Los Más Clickeados Del año
| Ano  | Categoria                              | Resultado |
| ---- | -------------------------------------- | --------- |
| 2011 | Celebridade Mais Procurada Da Internet | Venceu    |
| 2012 | Celebridade Mais Procurada Da Internet | Venceu    |
| 2013 | Celebridade Mais Procurada Da Internet | Venceu    |
| 2015 | Mais "clickeada" de ouro               | Venceu    |
| 2015 | Famosos com mais rating do ano         | Venceu    |

## Tato Awards
O Tato Awards é uma premiação importante na Argentina, criada pela CAPIT (Câmara Argentina de Produtores Independentes de Televisão), que teve como primeira cerimônia de entregas em 2009.
| Ano  | Categoria                | Projeto       | Resultado |
| ---- | ------------------------ | ------------- | --------- |
| 2013 | Melhor Atriz Coadjuvante | Solamente vos | Indicado  |
| 2015 | Melhor atriz protagônica | Esperanza mía | Venceu    |

## Prêmios de reconhecimento

### Friends of Zion Awards
A Friends of Zion Awards é um prêmio de honraria especial dado pelo museu The Friends of Zion Museum de Jerusalém em Israel. Espósito o recebeu durante sua visita ao país em 2016 durante a turnê A Bailar Tour.
| Ano  | Honraria       |
| ---- | -------------- |
| 2016 | Special Friend |

### Cilsa Awards
O prêmio Cilsa são apresentados pela organização CILSA a fim de homenagear celebridades que lutam por um mundo melhor, associando-se a ONG's sem fins lucrativos.
| Ano  | Honraria                       |
| ---- | ------------------------------ |
| 2016 | Cidadão solidário comprometido |

## Charts de popularidade
| Ano  | Ranking                                             | Apresentado por          | Rank | Ref    |
| ---- | --------------------------------------------------- | ------------------------ | ---- | ------ |
| —    | Social 50                                           | Billboard                | 2º   | [ 6 ]  |
| —    | Artist 100                                          | Billboard                | 69º  | [ 7 ]  |
| 2014 | As 25 mulheres mais sexy's da Argentina             | The Ranking              | 3º   | [ 8 ]  |
| 2014 | As 100 contas latinas mais influentes do Twitter    | Topsy Pro                | 27º  | [ 9 ]  |
| 2015 | As 10 mulheres mais influentes da Argentina em 2015 | Infobae                  | 7º   | [ 10 ] |
| 2016 | Social 50 (final de ano)                            | Billboard                | 23º  | [ 11 ] |
| 2016 | As 100 pessoas mais influentes da Argentina         | Giacobbe & Asociados     | 52º  | [ 12 ] |
| 2016 | Top Argentinos mais influentes                      | Hill+Knowlton Strategies | 4º   | [ 13 ] |